# Hansa-Haus (Weimar)

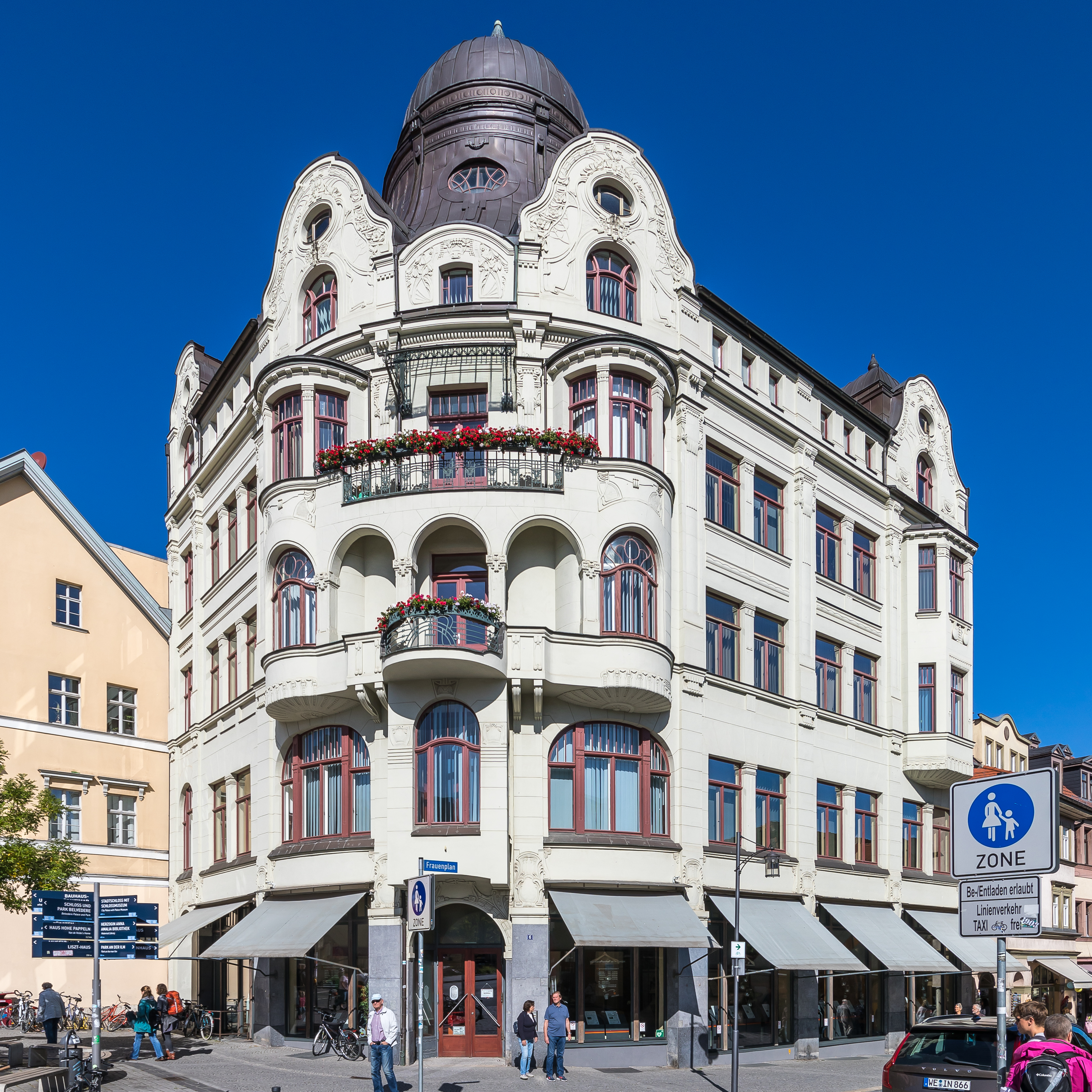
Hansa-Haus in Weimar

Das am Frauenplan befindliche Wohn- und Verwaltungsgebäude, genannt Hansa-Haus, in Weimar ist eines der ersten mehrgeschossigen Jugendstilgebäude in dieser Stadt. Eine Seite geht zum  Wielandplatz bzw. zur Steubenstraße. Am Frauenplan gegenüber befindet sich der Bereich der sog. Vulpius-Häuser, der wiederum zu Goethes Wohnhaus gehört.
Der Architekt Rudolf Zapfe hatte es entworfen bzw. 1904/1905 errichtet. Markant tritt auf dem Dach die Kuppel hervor. Zu DDR-Zeiten war dieses Dach mit Dachpappe gedeckt gewesen. Es weist diese Stadtvilla, eigentlich schon ein Stadtpalais, einen üppigen Dekor auf. Inzwischen wurde es aufwendig saniert. Es ist zwar nicht Rudolf Zapfes einziger Jugendstilbau in Weimar, doch aber der prächtigste, der barocke Formen mit Jugendstilelementen harmonisch in sich vereint. Am Hansa-Haus steht ein Schriftzug von Jules Renard, den Norbert Gladis an den Giebel anbrachte.
Sowohl der gesamte Frauenplan als auch der gesamte Wielandplatz stehen auf der Liste der Kulturdenkmale in Weimar (Sachgesamtheiten und Ensembles). Außerdem steht das Hansa-Haus auf der Liste der Kulturdenkmale in Weimar (Einzeldenkmale).